# San Cayetano II
San Cayetano II är en ort i Mexiko.   Den ligger i kommunen Chiapa de Corzo och delstaten Chiapas, i den sydöstra delen av landet, 700 km öster om huvudstaden Mexico City. San Cayetano II ligger 1 150 meter över havet och antalet invånare är 135.
Terrängen runt San Cayetano II är huvudsakligen kuperad, men västerut är den bergig. Runt San Cayetano II är det ganska tätbefolkat, med 100 invånare per kvadratkilometer. Närmaste större samhälle är Bochil, 15,2 km nordost om San Cayetano II. I omgivningarna runt San Cayetano II växer huvudsakligen savannskog.